# بربنو
بربنو (به ایتالیایی: Berbenno) یک کومونه در ایتالیا است که در استان برگامو واقع شده‌است.

## خصوصیات
بربنو ۶٫۳ کیلومترمربع مساحت و ۲٬۴۹۲ نفر جمعیت دارد و ۶۷۵ متر بالاتر از سطح دریا واقع شده‌است.

## خواهرخوانده
شهر Saint-Laurent-du-Pont خواهرخواندهٔ بربنو هست.